# Brasil en los Juegos Paralímpicos de París 2024
Brasil estuvo representado en los Juegos Paralímpicos de París 2024 por un total de 254 deportistas, 137 hombres y 117 mujeres.

## Medallistas
El equipo paralímpico brasileño obtuvo las siguientes medallas:
| Nombre | Deporte                   | Evento                                           |
| --- | ------------------------- | ------------------------------------------------ |
| Oro |                           |                                                  |
| Jerusa Geber | Atletismo                 | 100 m T11 femenino                               |
| Jerusa Geber | Atletismo                 | 200 m T11 femenino                               |
| Rayane Soares | Atletismo                 | 400 m T13 femenino                               |
| Fernanda Yara da Silva | Atletismo                 | 400 m T47 femenino                               |
| Elizabeth Gomes | Atletismo                 | Disco F53 femenino                               |
| Ricardo de Mendonça | Atletismo                 | 100 m T37 masculino                              |
| Petrúcio Ferreira | Atletismo                 | 100 m T47 masculino                              |
| Yeltsin Jacques | Atletismo                 | 1500 m T11 masculino                             |
| Júlio Cesar Agripino | Atletismo                 | 5000 m T11 masculino                             |
| Claudiney Batista | Atletismo                 | Disco F56 masculino                              |
| Alana Maldonado | Judo                      | –70 kg J2 femenino                               |
| Rebeca de Souza | Judo                      | +70 kg kg J2 femenino                            |
| Arthur Cavalcante | Judo                      | –90 kg J1 masculino                              |
| Wilians Araújo | Judo                      | +90 kg kg J1 masculino                           |
| Mariana D'Andrea | Levantamiento de potencia | –73 kg femenino                                  |
| Tayana Medeiros | Levantamiento de potencia | –86 kg femenino                                  |
| Maria Carolina Gomes | Natación                  | 100 m espalda S12 femenino                       |
| Maria Carolina Gomes | Natación                  | 100 m libre S12 femenino                         |
| Maria Carolina Gomes | Natación                  | 50 m libre S13 femenino                          |
| Gabriel Araújo | Natación                  | 50 m espalda S2 masculino                        |
| Gabriel Araújo | Natación                  | 100 m espalda S2 masculino                       |
| Gabriel Araújo | Natación                  | 200 m libre S2 masculino                         |
| Talisson Glock | Natación                  | 400 m libre S6 masculino                         |
| Fernando Rufino | Piragüismo                | VL2 masculino                                    |
| Ana Carolina Moura | Taekwondo                 | –65 kg femenino                                  |
| Plata |                           |                                                  |
| Rayane Soares | Atletismo                 | 100 m T13 femenino                               |
| Thalita Simplício | Atletismo                 | 400 m T11 femenino                               |
| Raíssa Machado | Atletismo                 | Jabalina F56 femenino                            |
| Wanna Brito | Atletismo                 | Peso F32 femenino                                |
| Elizabeth Gomes | Atletismo                 | Peso F54 femenino                                |
| Zileide Cassiano | Atletismo                 | Salto de longitud T20 femenino                   |
| Joeferson Marinho | Atletismo                 | 100 m T12 masculino                              |
| Ricardo de Mendonça | Atletismo                 | 200 m T37 masculino                              |
| Bartolomeu da Silva | Atletismo                 | 400 m T37 masculino                              |
| Thiago Paulino | Atletismo                 | Peso F57 masculino                               |
| Aser Ramos | Atletismo                 | Salto de longitud T36 masculino                  |
| Brenda Souza | Judo                      | –70 kg J1 femenino                               |
| Erika Zoaga | Judo                      | +70 kg J1 femenino                               |
| Patrícia Pereira | Natación                  | 50 m braza SB3 femenino                          |
| Maria Carolina Gomes | Natación                  | 100 m braza SB12 femenino                        |
| Débora Carneiro | Natación                  | 100 m braza SB14 femenino                        |
| Cecília Jerônimo | Natación                  | 50 m libre S8 femenino                           |
| Gabriel Bandeira | Natación                  | 100 m espalda S14 masculino                      |
| Talisson Glock | Natación                  | 100 m libre S6 masculino                         |
| Phelipe Rodrigues | Natación                  | 100 m libre S10 masculino                        |
| Wendell Belarmino | Natación                  | 50 m libre S11 masculino                         |
| Douglas Matera Matheus Rheine Maria Carolina Gomes Lucilene da Silva                                                                                               | Natación                  | 4 × 100 m libre (49 ptos.) mixto                 |
| Luís Carlos Cardoso | Piragüismo                | KL1 masculino                                    |
| Igor Alex Tofalini | Piragüismo                | VL2 masculino                                    |
| Alexandre Galgani | Tiro                      | Rifle de aire en posición tendida 10 m SH2 mixto |
| Ronan Cordeiro | Triátlon                  | PTS5 masculino                                   |
| Bronce |                           |                                                  |
| Lorena Spoladore | Atletismo                 | 100 m T11 femenino                               |
| Verônica Hipólito | Atletismo                 | 100 m T36 femenino                               |
| Maria Clara Augusto | Atletismo                 | 400 m T47 femenino                               |
| Antônia Keyla | Atletismo                 | 1500 m T20 femenino                              |
| Giovanna Boscolo | Atletismo                 | Maza F32 femenino                                |
| Ariosvaldo Fernandes | Atletismo                 | 100 m T53 masculino                              |
| Vinícius Rodrigues | Atletismo                 | 100 m T63 masculino                              |
| Christian Gabriel Costa | Atletismo                 | 200 m T37 masculino                              |
| Thomaz Ruan | Atletismo                 | 400 m T47 masculino                              |
| Júlio Cesar Agripino | Atletismo                 | 1500 m T11 masculino                             |
| Yeltsin Jacques | Atletismo                 | 5000 m T11 masculino                             |
| André Rocha | Atletismo                 | Disco F52 masculino                              |
| Cícero Nobre | Atletismo                 | Jabalina F57 masculino                           |
| Paulo Henrique Andrade | Atletismo                 | Salto de longitud T13 masculino                  |
| Mateus Evangelista | Atletismo                 | Salto de longitud T37 masculino                  |
| Vitor Tavares | Bádminton                 | Individual SH6 masculino                         |
| Ricardo Alves Matheus Bumussa Jeferson da Conceição Luan Gonçalves Maicon Mendes Cássio Reis Raimundo Nonato Jonatan Borges da Silva Tiago da Silva Jardiel Vieira | Fútbol 5                  | Torneo masculino                                 |
| André Dantas Emerson Ernesto Romário Marques Leomon Moreno Paulo Saturnino Josemárcio Sousa                                                                        | Golbol                    | Torneo masculino                                 |
| Rosicleide Andrade | Judo                      | –48 kg J1 femenino                               |
| Marcelo Casanova | Judo                      | –90 kg J2 masculino                              |
| Lara Aparecida de Lima | Levantamiento de potencia | –41 kg femenino                                  |
| Maria de Fátima Costa | Levantamiento de potencia | –67 kg femenino                                  |
| Lídia Vieira da Cruz | Natación                  | 50 m espalda S4 femenino                         |
| Lídia Vieira da Cruz | Natación                  | 150 m estilos SM4 femenino                       |
| Mariana Ribeiro | Natación                  | 100 m espalda S9 femenino                        |
| Mariana Ribeiro | Natación                  | 100 m libre S9 femenino                          |
| Mayara Petzold | Natación                  | 50 m mariposa S6 femenino                        |
| Beatriz Carneiro | Natación                  | 100 m braza SB14 femenino                        |
| Talisson Glock | Natación                  | 200 m estilos SM6 masculino                      |
| Gabriel Bandeira | Natación                  | 100 m mariposa S14 masculino                     |
| Arthur Xavier Ribeiro Gabriel Bandeira Beatriz Carneiro Ana Karolina Soares                                                                                        | Natación                  | 4 × 100 m libre S14 mixto                        |
| Talisson Glock Patricia Pereira Lídia Vieira da Cruz Daniel Xavier Mendes Samuel de Oliveira                                                                       | Natación                  | 4 × 50 m libre (20 ptos.) mixto                  |
| Miquéias Elias Rodrigues | Piragüismo                | KL3 masculino                                    |
| Silvana Fernandes | Taekwondo                 | –57 kg femenino                                  |
| Bruna Costa | Tenis de mesa             | Individual WS10 femenino                         |
| Cátia Oliveira Joyce Oliveira | Tenis de mesa             | Dobles WD5 femenino                              |
| Bruna Costa Danielle Rauen | Tenis de mesa             | Dobles WD20 femenino                             |
| Luiz Manara Claudio Massad | Tenis de mesa             | Dobles MD18 masculino                            |